# Palkaka
Palkaka är en ort i Honduras.   Den ligger i departementet Departamento de Gracias a Dios, i den östra delen av landet, 400 km öster om huvudstaden Tegucigalpa. Palkaka ligger 3 meter över havet och antalet invånare är 909.
Terrängen runt Palkaka är mycket platt. Havet är nära Palkaka österut. Runt Palkaka är det glesbefolkat, med 13 invånare per kvadratkilometer. Närmaste större samhälle är Puerto Lempira, 11,5 km sydost om Palkaka. 